# Епархија нишка
Епархија нишка је епархија Српске православне цркве.
Надлежни архијереј је митрополит Арсеније (Главчић), а седиште епархије се налази у Нишу.

## Историјат
Седиште епархије је у Нишу, а обухвата крајеве и Пирота, Крушевца, Топлице и Лесковца. Епархија са седиштем у Нишу је историјски једна од најважнијих у хришћанству. Током предсловенске историје, Нишка епархија је постојала до насељавања Словена. До тада је била један од римских односно византијских црквених центара. Три века касније се поновно обнавља у словенском обличју.

## Епископи
- Киријак (лат. Ciriacus) (пре 343)
- Гауденције (лат. Gaudentius de eveque Naissus) (343—350)
- Бонос (лат. Bonosus) (380—391)
- Маркијан (лат. Marcianus) (409—414)
- Далматијус (467)
- Гајан (лат. Gaianus) (504—516)
- Пројект (лат. Proiectus) (553)

Епископи Бугарске архиепископије у Трнову:
- Кирик (1204), епископ нишки

Епископи Српске православне цркве:
- Никодим (1279), епископ нишки
- Матеј (1528—1532), митрополит нишевски и лесковачки
- Јефтимије, митрополит нишевски и лесковачки
- Георгије, митрополит нишевски
- Макарије (око 1570—1587), митрополит нишевски
- Герасим (1645—1649), митрополит нишевски
- Рувим (1680—1707)
- Јаоникије I (1707—1734), митрополит нишки и белоцрквански
- Георгије Поповић (1735—1737), митрополит нишки и белоцрквански
- Пангелос (1734—1750)
- Гаврило I Николић (?—1752)
- Калиник (1752—1753), митрополит белоцрквански и нишки
- Никодим (1753—1754)
- Атанас (1754—?)
- Гаврило II, (1761—1777)

Епископи Цариградске патријаршије:
- Герасим митрополит (око 1778)
- Макарије (1802—1815),
- Мелентије (1815—1821), митрополит нишки, обешен 1821. испред Тврђававског моста
- Венедикт I (1821)
- Данило (1821)
- Јосиф (1827—1832)
- Григорије Србин (1837—1842)
- Никифор (1842)
- Венедикт II (1842—1845)
- Никифор (18452—1847)
- Јоаникије II (1848—1858)
- Стеван Ковачевић (1858—1862)
- Калиник (1862—1869)
- Партеније (1869), архиепископ нишевски
- Калиник II (1869—1872), митрополит нишки

Епископи Бугарске егзархије:
| Портрет | Име и презиме    | Време службе |
| ------- | ---------------- | ------------ |
|         | Виктор Чолаковић | 1871—1878    |

Епископи Српске православне цркве:
| Портрет | Име и презиме       | Време службе                     | Напомене                      |
| ------- | ------------------- | -------------------------------- | ----------------------------- |
|         | Виктор Чолаковић    | 1878—1883                        |                               |
|         | Нестор Поповић      | 1883—1884                        |                               |
|         | Димитрије Павловић  | 1884—1889                        |                               |
|         | Јероним Јовановић   | 1889—1894                        |                               |
|         | Инокентије Павловић | 1894—1898                        |                               |
|         | Никанор Ружичић     | 1898—1911                        |                               |
|         | Доментијан Поповић  | 1911—1913                        |                               |
|         | Доситеј Васић       | 1913—1933                        |                               |
|         | Јован Илић          | 1933—1975                        |                               |
|         | Иринеј Гавриловић   | 1975—2010; администратор 2010—11 | 2010. постао Патријарх српски |
|         | Јован Пурић         | 2011—2016                        |                               |
|         | Теодосије Шибалић   | 2016—2017. администратор         | владика рашко-призренски      |
|         | Арсеније Главчић    | од 2017                          |                               |

## Манастири
1. Ајдановац,
2. Бабичко,
3. Брајина,
4. Вета,
5. Височка Ржана,
6. Габровац,
7. Голема Њива,
8. Горњи Матејевац,
9. Горчинце,
10. Дивљане,
11. Доња Каменица,
12. Ђунис,
13. Завидинце,
14. Иверица,
15. Изатовац,
16. Јашуња,
17. Калудра,
18. Каменица,
19. Козарски манастир,
20. Конџељ,
21. Крупац,
22. Липовац,
23. Манастирче,
24. Миљковац,
25. Муштар,
26. Ораовица,
27. Петковача,
28. Пирковац,
29. Планиница,
30. Плочник,
31. Поганово,
32. Рсовци,
33. Рударе,
34. Свети Никола,
35. Свети Онфурије
36. Свети Роман,
37. Сињац,
38. Сићево,
39. Смиловци,
40. Суково,
41. Темска,
42. Црковница,
43. Чиниглавци,
44. Чукљеник.